# マーズ級戦闘給糧艦
マーズ級戦闘給糧艦（マーズきゅうせんとうきゅりょうかん Mars Class Combat Stores Ship）は、アメリカ海軍が運用していた補給艦の艦級。1963年から1970年にかけて7隻が就役した。

## 概要
従来の給糧艦(AF)、一般消耗品補給艦(AKS)、航空用品補給艦の任務を統合し弾薬を除く各種ドライ・カーゴの補給を1艦でまかなえる新しい艦として建造された艦種で給兵艦(AE)、給油艦(AO/AOR)と相互補完的な関係にある。
補給物資搭載量はおよそ7,000tで5区画の貨物倉を持ち、冷凍・冷蔵食料を含む各種貨物を搭載する。補給ステーションは右舷、左舷各5箇所ある。
後部には格納庫およびヘリコプター甲板があり、ヘリコプター2機を搭載しこれを用いた貨物移送も可能である。
建造時には50口径3インチ連装砲4基（船首に2基、艦橋後部に2基）を装備し、1980年代に艦橋後部の3インチ連装砲2基をファランクスCIWS2基に換装したが、1990年代前半に2隻が退役し、残る5隻は軍事海上輸送司令部（MSC）に移管され、その際に武装は撤去された。

## 同型艦
艦番号と艦船接頭辞は、全てMSC移管前のもの。
| 艦番号 | 艦名                                     | 起工           | 進水            | 就役            | MSC移管         | 退役            | その後                                                                  | 出展 |
| ------ | ---------------------------------------- | -------------- | --------------- | --------------- | --------------- | --------------- | ----------------------------------------------------------------------- | ---- |
| AFS-1  | マーズ USS Mars                          | 1962年 5月5日  | 1963年 6月15日  | 1963年 6月15日  | 1993年 2月1日   | 1998年 2月19日  | 2006年7月15日、リムパック演習の実艦標的として撃沈                       |      |
| AFS-2  | シルヴァニア USS Sylvania                | 1962年 8月18日 | 1963年 8月15日  | 1964年 7月11日  | 移管無し        | 1994年 5月26日  | 2001年7月28日、連邦海事局へ移管。 2012年10月1日、スクラップとして売却。 |      |
| AFS-3  | ナイアガラ・フォールズ USS Niagara Falls | 1965年 5月22日 | 1966年 3月26日  | 1967年 4月29日  | 1994年 9月23日  | 2008年 9月30日  | 2012年7月12日、リムパック演習の実艦標的として撃沈                       |      |
| AFS-4  | ホワイト・プレーンズ USS White Plains    | 1965年 10月2日 | 1966年 7月23日  | 1968年 11月23日 | 移管無し        | 1995年 4月17日  | 2002年7月8日、リムパック演習の実艦標的として撃沈                        |      |
| AFS-5  | コンコード USS Concord                   | 1966年 3月26日 | 1966年 12月17日 | 1968年 11月27日 | 1992年 10月15日 | 2009年 8月18日  | 2012年7月15日、リムパック演習の実艦標的として撃沈                       |      |
| AFS-6  | サンディエゴ USS San Diego               | 1967年 3月11日 | 1968年 4月13日  | 1969年 5月24日  | 1993年 8月11日  | 1997年 12月10日 | 2006年4月9日、スクラップとして売却                                      |      |
| AFS-7  | サンノゼ USS San Jose                    | 1969年 3月8日  | 1969年 12月13日 | 1970年 10月23日 | 1993年 11月2日  | 2010年 1月27日  | 2013年10月1日、スクラップとして売却                                     |      |